# Gruening Glacier
Gruening Glacier är en glaciär i Antarktis. Den ligger i Västantarktis. Argentina, Chile och Storbritannien gör anspråk på området. Gruening Glacier ligger 819 meter över havet.
Terrängen runt Gruening Glacier är kuperad åt nordväst, men åt sydost är den bergig.  Trakten är obefolkad. Det finns inga samhällen i närheten.